# Batalla d'Ilipa
La batalla d'Ilipa (actual Alcalá del Río, Sevilla) va tenir lloc a la primavera de l'any 206 aC, enfrontant els exèrcits cartaginesos contra les legions romanes. El resultat va ser una de les més importants derrotes dels cartaginesos en terreny hispà, durant la Segona Guerra Púnica. Aquesta batalla va ser decisiva en la retirada cartaginesa durant la conquesta romana d'Hispània.

## Situació prèvia
Després de la derrota cartaginesa en la batalla de Bècula, Roma controlava tota l'anterior zona d'influència cartaginesa a la península Ibèrica, excepció feta de la vall del Guadalquivir, on Cartago havia acumulat una gran quantitat de tropes portades de l'Àfrica a començaments del 207 aC, sota comandament d'Hannó, i de mercenaris ibèrics reclutades per Magó Barca. Mentrestant, Hasdrúbal va dur el seu exèrcit des de Gades fins a la conca del Guadalquivir.
Al seu torn, Publi Corneli Escipió Africà havia sortit de Tàrraco buscant suports i clienteles entre les tribus hispanes, de manera que va arribar a la vall del Guadalquivir amb una força inferior a la cartaginesa, però amb una gran moral de victòria. Escipió va enviar un destacament sota comandament de Marc Juni Silà per atacar a Magó; l'operació va sorprendre els cartaginesos i va poder dispersar l'exèrcit de mercenaris celtibers i capturar Hannó. Les operacions militars del 207 aC no van provocar cap altre enfrontament de consideració.

## Prolegòmens
A la primavera següent Magó s'uní a les tropes d'Hasdrúbal a la vora d'Ilipa, formant una força estimada entre 54.000 i 70.000 homes, considerablement superior a la d'Escipió, de 43.000 homes, bona part dels quals eren aliats hispans. Escipió va instal·lar el seu campament al turó avui conegut amb el nom de «Pelagatos», a poc més de dos quilòmetres de l'actual població de Villaverde del Río.
A l'arribada dels romans, Magó va iniciar un atac contra el campament romà amb la majoria de la seva cavalleria, sota comandament del seu aliat númida Masinissa I. Tanmateix Escipió, preveient una maniobra d'aquest tipus, havia amagat la seva cavalleria darrere un turó, que en aquell moment va carregar contra el flanc cartaginès, i va obligar l'enemic a retirar-se amb fortes pèrdues.
Els dos adversaris van passar els següents dies observant-se un a l'altre, desplegant les seves tropes en formació durant hores per replegar-se als campaments respectius en arribar la nit, sense haver presentat batalla. En aquestes demostracions de força l'exèrcit romà sempre presentava les legions al centre i els aliats hispans als flancs, i Hasdrúbal també desplegava els seus millors homes al centre, amb els aliats als flancs.

## Batalla
Finalment, Escipió va prendre la iniciativa i al dia següent va ordenar desplegar l'exèrcit però aquesta vegada amb les legions als flancs i els aliats hispans al centre. Hasdrúbal, que no va veure el desplegament inicial romà i va treure al camp ràpidament l'exèrcit, es va desplegar de la forma habitual. Quan finalment Escipió va ordenar avançar, els flancs van marxar més ràpidament que la zona central formant una línia còncava. D'aquesta manera les legions van entrar ràpidament en contacte amb els aliats menys experimentats dels cartaginesos, mentre que les tropes del centre no podien arriscar-se a maniobrar per ajudar els flancs per por a un atac de la part central de l'exèrcit romà.
Amb els flancs cada vegada més debilitats i el centre immobilitzat, l'exèrcit cartaginès es va desorganitzar encara més a causa dels seus propis elefants desbocats. El centre cartaginès va iniciar una retirada ordenada, però el col·lapse dels flancs va convertir la retirada en fugida. Hasdrúbal només va poder reordenar momentàniament les línies al començament del turó on tenien el seu campament, però ràpidament es van veure superades pels romans. Només un sobtat i intens xàfec va evitar que la derrota cartaginesa es convertís en massacre. Amb la pluja les tropes d'Hasdrúbal van poder refugiar-se temporalment al campament. La derrota va provocar la deserció en massa dels aliats hispans i les restes de l'exèrcit cartaginès van fugir sense esperar al matí.

## Conseqüències
La batalla d'Ilipa va determinar el domini romà a Hispània i va provocar un cop molt dur als cartaginesos, que ja no podien disposar de la base de recursos i reclutament que tenien a la península. Durant les setmanes següents els romans van conquerir els darrers punts forts cartaginesos i Escipió va poder tornar a Roma per preparar la invasió d'Àfrica des de Sicília.